# Microsoft BizTalk Server
 (août 2020).
 (août 2020).
Si vous disposez d'ouvrages ou d'articles de référence ou si vous connaissez des sites web de qualité traitant du thème abordé ici, merci de compléter l'article en donnant les références utiles à sa vérifiabilité et en les liant à la section « Notes et références ».
Microsoft BizTalk Server, ou plus simplement BizTalk, est un serveur de gestion des processus métiers (Business Process Management). À travers l'utilisation d’adaptateurs conçus pour communiquer avec les différents systèmes logiciels utilisés par les grandes entreprises, Biztalk permet à celles-ci d’intégrer et d’automatiser leurs processus métiers. La solution BizTalk de Microsoft propose les fonctionnalités suivantes :
- Automatisation des processus métiers
- Modélisation des processus métiers
- Communication Business to business
- Intégration d’applications d’entreprise
- Broker de messages (en)

Bien que destiné aux moyennes et grandes entreprises, BizTalk est également utilisé par des petites entreprises. Un exemple classique d’utilisation de BizTalk est l’échange de documents métiers (la commande d’un client, une facture, etc.) au sein de l’organisation ou au-delà de ses frontières.
Les développements pour BizTalk se réalisent à travers la suite de logiciels Visual Studio.

## Versions pour Windows
- 2000 - BizTalk Server 2000
- 2002 - BizTalk Server 2002
- 2004 - BizTalk Server 2004 (Première version utilisant le Framework Microsoft .NET 1.0)
- 2006 - BizTalk Server 2006 (Première version utilisant le Framework Microsoft .NET 2.0)
- 2007 - BizTalk Server 2006 R2 (Première version utilisant les Frameworks Windows Communication Foundation et Windows Workflow Foundation)
- 2009 - BizTalk Server 2009 (Première version fonctionnant avec Visual Studio 2008)
- 2010 - BizTalk Server 2010 (Première version fonctionnant avec Visual Studio 2010)
- 2013 - BizTalk 2013 (Première version fonctionnant avec Visual Studio 2012 et Microsoft .NET 4.5)
- 2014 - BizTalk 2013 R2 (Première version fonctionnant avec Visual Studio 2013 et Microsoft .NET 4.5.1)
- 2016 - BizTalk 2016 (support de Office 2016 et SQL Server 2016)
- 2020 - BizTalk Server 2020 (support de SQL Server 2019)

## Fonctionnalités
Voici une liste non exhaustive des fonctionnalités techniques que fournit BizTalk Server :
- Des adaptateurs pour simplifier l’intégration des applications métiers (Siebel, SAP, JD Edwards,IFS Application etc.), des bases de données (SQL Server, Oracle, DB2) et des technologies non-Microsoft (Tibco, J2EE, etc.).
- Un moteur pour modéliser les règles métiers (Business Rule Engine (BRE)) à l'aide d'un formalisme pseudo-anglais. Le moteur de règles de BizTalk Server fonctionne en chaînage avant.
- Une application de contrôle des activités métiers (Business Activity Monitoring (BAM)) qui fournit des tableaux de bord et graphiques montrant la façon dont les processus métiers modélisés s’exécutent.
- Un tableau de bord unifié pour l’administration et le monitoring des applications BizTalk.
- Des Accélérateurs pour le support de standards tels que RosettaNet, SWIFT[1], etc.
- La possibilité de modéliser graphiquement les processus métiers dans Visual Studio, en mappant graphiquement les différents formats de messages (à l’aide de fonctions de transformation nommées functoids), et en construisant des pipelines qui permettent de décoder, valider, et analyser les messages entrant dans le système via des adaptateurs de réception.
- Les utilisateurs peuvent facilement gérer leurs processus métiers à travers l’implémentation d’Orchestrations.
- BizTalk s’intègre avec les autres produits Microsoft tels qu’Office, InfoPath et SharePoint. Ces produits permettent les interactions humaines avec un processus, à travers un workflow.
- Un support étendu pour les Services Web (consommation et exposition)
- Un support pour la technologie RFID (disponible à partir de BizTalk 2006 R2).
- L'intégration avec les services d'intégration d'Azure est extensive. Des adaptateurs vers Azure Service Bus, Azure Event Hubs et Azure Blob Storage sont disponibles.

## Architecture
Le moteur d’exécution de BizTalk Server se base sur une architecture Publish/Subscribe. Les messages sont publiés dans le système et sont ensuite reçus par un ou plusieurs abonnés.

## Adaptateurs
BizTalk utilise des adaptateurs pour communiquer avec d’autres logiciels. BizTalk Server 2006 fournit un certain nombre d’adaptateurs qui implémentent les protocoles suivants : File, HTTP, FTP, SMTP, POP3, SOAP, SQL, MSMQT, Web Services Enhancements (WSE) 2.0, WCF (Windows Communication Foundation) et un adaptateur pour Windows SharePoint Services (WSS). D'autres adaptateurs sont disponibles auprès d'entreprises tierces spécialisées.